# Jan Dolanský
Jan Dolanský (* 14. února 1978 Hradec Králové) je český herec a dabér.
Jan Dolanský se narodil v Hradci Králové, ale v 8. ročníku se přestěhoval s rodinou do Prahy. Po osmileté základní školní docházce začal studovat herectví na Pražské konzervatoři, kterou ukončil v roce 1997. Svou kariéru zahájil v Divadle Komedie, kde působil do roku 2002. V letech 2003–2014 byl členem činoherního souboru Národního divadla v Praze. Také působí jako dabér, propůjčil hlas třeba Bilbu Pytlíkovi v trilogii Hobit nebo třeba Philipu J. Fryovi v seriálu Futurama), Richiemu v seriálu Krok za krokem a voiceover (staniční hlas televize Prima Cool).

## Osobní život
Jan Dolanský pochází z umělecké rodiny. Jeho matka Mária Dolanská (* 1951) je herečka a otec Zdeněk Dolanský (1952–2020) byl herec. Má bratra Jiřího (dvojče), který pracuje v oblasti cestovního ruchu.
Jeho manželkou je od roku 2020 česká herečka Lenka Vlasáková, s níž má tři děti: Amélii, Maxe a Johana.
Jan Dolanský je od roku 2012 trestně stíhán spolu s dalšími devadesáti osobami kvůli uplácení za účelem získání řidičského průkazu a v roce 2014 na něj chebský státní zástupce Viktor Böhm podal obžalobu.

## Filmografie
- 1996 Hospoda (seriál)
- 1997 Kouzelnice (TV film)
- 1997 Jak vyléčit Ježibabu (TV film)
- 2001 Perníková věž
- 2001 Královský slib (TV film)
- 2002 Zvon Lukáš (TV film)
- 2002 Udělení milosti se zamítá (TV film)
- 2002 Lakomec (TV film)
- 2003 Čert ví proč (hlas prince Filipa)
- 2003 Pátek čtrnáctého (TV film)
- 2004 Choking Hazard
- 2005 Sametoví vrazi
- 2005 Dobrá čtvrť (seriál)
- 2005 Bazén (seriál)
- 2006 Všechno nejlepší!
- 2006 Naši furianti (divadlo)
- 2006 Místo v životě (seriál)
- 2006 Letiště (seriál)
- 2006 100 + 1 princezna (TV film)
- 2007 Trapasy (seriál)
- 2007 Nejkrásnější hádanka
- 2007 Hraběnky (seriál)
- 2007 Hodina klavíru (TV film)
- 2008 Líbáš jako Bůh
- 2008 Les mrtvých (TV film)
- 2008 Herbert v ringu (TV film)
- 2008 Děti noci
- 2008 David a Goliáš aneb Pepička to zařídí (divadlo)
- 2008 Bathory
- 2009 Láska za milion
- 2009 Jménem krále
- 2009 Cukrárna (seriál)
- 2010 Cesty domů (seriál)
- 2010 Ach, ty vraždy! (seriál)
- 2011 Expozitura (seriál)
- 2013 Babovřesky ...aneb z dopisu venkovské drbny
- 2014 Babovřesky 2
- 2015 Jan Hus
- 2016 Ohnivý kuře (Jan Bureš)
- 2016 Rapl (seriál)
- 2018 Krejzovi (seriál)
- 2020 Slunečná (seriál)
- 2020 Štěstí je krásná věc
- 2021 Kukačky (seriál)
- 2021 Zločiny Velké Prahy (seriál), díl: „Doktor Herzog“
- 2021 1. mise (plk. MUDr. Daniel Hofman)
- 2021 Matky
- 2022 Zakletá jeskyně
- 2023 Zlatá labuť
- 2025 Parťák na baterky (kpt. Václav Prchal)

## Rozhlas
- 2011 George Tabori: Jak být šťastný a neuštvat se, Český rozhlas, překlad: Magdalena Štulcová, dramaturgie: Hynek Pekárek, režie: Aleš Vrzák. Hráli: Vypravěč a Starý Cvi (Josef Somr), Mladý Šabtaj Cvi (Kamil Halbich), Iokaste (Eliška Balzerová), Oidipus (Jan Dolanský), Don John (Alois Švehlík) a Amanda Lollypop (Pavla Beretová)[7]